# Vindula erota
Vindula erota – gatunek motyla dziennego z rodziny rusałkowatych (Nymphalidae) i podrodziny Heliconiinae. 
Rozpiętość skrzydeł to 7–9,5 cm. Motyl ten występuje w dwóch formach kolorystycznych: samce są pomarańczowe, samice zaś szarobrązowe. Na wewnętrznej stronie skrzydeł znajdują się czerwone kreski i jasne plamki; zakończone są ogonkami. Gąsienica tego motyla jest żółta i pokryta brązowymi kropkami.
Do roślin żywicielskich gąsienic należą gatunki z rodzajów  Adenia, Modecca i męczennica.
Motyl o zasięgu orientalnym (Azja Południowa i Południowo-Wschodnia). Podawany z Indii, Sri Lanki, Bhutanu, Bangladeszu, Andamanów, Mjanmy, Malezji, Hainanu, południowego Junnanu, Filipin, Wietnamu oraz indonezyjskich wysp: Celebes, Nias, Batu, Goram, Buton, Sula, Borneo, Jawa, Tanimbar i Sumatra.
Tworzy liczne podgatunki:
- Vindula erota asela (Moore, 1872)
- Vindula erota banta Eliot, 1956
- Vindula erota battaka Moore
- Vindula erota boetonensis (Jurriaanse et Lindemans, 1920)
- Vindula erota chersonesia Pendlebury, 1939
- Vindula erota erota Fabricius, 1793
- Vindula erota hainana (Holland, 1887)
- Vindula erota gedeana (Fruhstorfer, 1906)
- Vindula erota ricussa Fruhstorfer
- Vindula erota kohana (Fruhstorfer, 1906)
- Vindula erota montana (Fruhstorfer, 1905)
- Vindula erota orahilia (Kheil)
- Vindula erota sulaensis (Joicey et Talbot, 1924)
- Vindula erota pallida Staudinger
- Vindula erota ricussa Fruhstorfer
- Vindula erota saloma de Nicéville
- Vindula erota vanroesseli (Jurriaanse et Volbeda, 1923)